# Apostolstwo Dobrej Śmierci
Apostolstwo Dobrej Śmierci – katolickie międzynarodowe zrzeszenie modlitewne, propagujące ideę konieczności dobrego przygotowania się do śmierci.

## Historia
Stowarzyszenie zostało zatwierdzone przez papieża Piusa X w 1908. Po roku 1918 zelatorzy apostolstwa działali na terenie Polski. Działalność zelatorską prowadził m.in. kapucyn o. Ignacy Zomżyc. Po II wojnie światowej działalność stowarzyszeń katolickich została zniesiona przez władze komunistyczne. W 1982 ogólnopolskim zelatorem apostolstwa został ks. Piotr Żelichowski ze zgromadzenia Misjonarzy Świętej Rodziny. W 1986 do apostolstwa należało już kilka tysięcy osób. W 1987 kard. Józef Glemp udzielił pozwolenia na otworzenie oficjalnego centrum stowarzyszenia na Polskę w Górce Klasztornej przy Sanktuarium NMP Niepokalanie Poczętej. Historia stowarzyszenia ściśle związana z kultem Matki Boskiej Bolesnej.

## Duchowość
Przystępujący do stowarzyszenia wyrażają zgodę na wpisanie do księgi członków, co stanowi zewnętrzny wyraz powierzenia ostatnich chwil swego życia opiece Matki Bożej. Członkowie nie są zobowiązani do żadnych opłat. Zachęca się członków do uczestniczenia w dniach skupienia i rekolekcjach odbywających się w różnych regionach Polski. Apostolstwo w sposób szczególny czci Matkę Bożą Bolesną oraz św. Józefa jako patronów dobrej śmierci. Przez dobrą śmierć rozumie się stan bycia pojednanym z Bogiem, stan łaski uświęcającej. Zelatorzy i członkowie uczestniczą w przywilejach i łaskach, będących owocami odprawianych w ich intencji mszy świętych. Stowarzyszenie propaguje formę modlitwy medytacyjnej znanej jako Różaniec do Siedmiu Boleści Matki Bożej.